# Zenarge turneri
Zenarge turneri (лат.) — вид перепончатокрылых насекомых подотряда сидячебрюхие, единственный в составе рода Zenarge и единственный современный представитель семейства Zenargidae. Эндемик Австралии.

## Описание
Пилильщики средних размеров, длина около 1 см. Развиваются на хвойных растениях рода Каллитрис и Кипарис из семейства кипарисовые. Аутапоморфии взрослых особей Zenargidae включают: средние голени с двумя преапикальными шипиками; брюшной стернит S9 (=гипандрий) самца глубоко выемчатый в заднем направлении; анаплевральная щель присутствует независимо от постдыхальцевого склерита; добавочная жилка на закрытой ячейке 2R1 редуцирована, присутствует только в виде маленькой почки.

## Таксономия
Вид был впервые описан в 1918 году американским энтомологом Сивертом Алленом Ровером (Sievert Allen Rohwer; 1887—1951). Ранее включался в состав семейства аргиды. В 2021 году выделен в отдельное семейство Zenargidae Malagón-Aldana, Smith, Shinohara & Vilhelmsen, 2021. Выделяют два подвида:
- Zenarge turneri turneri Rohwer, 1918 — задние голени, как правило, более крупные, частично белые
- Zenarge turneri ragus Moore, 1962 — задние голени, как правило, меньшего размера, черные